# کیهیل ۲۱۴۱۰
سیارک ۲۱۴۱۰ (به انگلیسی: 21410 Cahill، نامگذاری:1998FH65) بیست و یک هزار و چهارصد و دهمین سیارک کشف شده‌است که در ۲۰ مارس ۱۹۹۸ کشف شد.
قدر مطلق سیارک برابر ۱۳.۵ است.